# Шалин, Радий Евгеньевич
Радий Евгеньевич Шалин (6 января 1933, Тигиль, Дальневосточный край — 11 июля 2006, Москва) — советский и российский учёный-материаловед, создатель авиационных материалов, член-корреспондент РАН, лауреат Ленинской премии (1981) и ряда других государственных премий.

## Биография

### Ранние годы
Родился 6 января 1933 года в селе Тигиль Хабаровского края в семье служащего. Окончил Московский институт стали (1956).

### Работа в авиационной промышленности
С 1956 г. работал в ВИАМ в должностях: дежурный инженер-мастер бригады плавильщиков металлургической лаборатории, заместитель начальника и начальник лаборатории, заместитель начальника института по науке.
В 1976 году назначен начальником ВИАМ.
Шалин руководил разработкой новых материалов и технологий для конструкции самолетов Ил-86, Ил-96, Ил-114, Ту-204, Ту-160, Ан-124, «Мрия», «Буран», МиГ-29, Су-27 и изделия спецтехники разработки КБ «Факел» и МКБ «Радуга».
Он внес существенный вклад в разработку материалов для многоразовой теплозащиты орбитального корабля «Буран».
Под его руководством создавались специальные радиопоглощающие и радиопрозрачные материалы для ракет различного назначения и космических объектов.
В 1990-е годы много сделал для присвоения ВИАМ статуса государственного научного центра России по авиационным материалам.
С 1996 года работал советником генерального директора ВИАМ.
Доктор технических наук (1981), профессор (1987). Член-корреспондент РАН (1994).

### Смерть
Радий Евгеньевич Шалин скоропостижно умер 11 июля 2006 года в Москве. Он похоронен на Троекуровском кладбище.

### Семья
Сын — Владимир Шалин (1965—2011), футболист и тренер.

## Награды
- Лауреат Государственной премии УССР в области науки и техники (1974), Ленинской премии (1981), Премии Правительства РФ (1998), Государственной премии РФ (2001)[3]
- Награждён орденом Ленина[3] (1990), двумя орденами Трудового Красного Знамени[3] (1971, 1979), медалями[3]
- Удостоен золотого знака «За заслуги перед ВИАМ» I степени (знак № 7)[5]